# 新垒头镇
新垒头镇，是中华人民共和国河北省石家庄市辛集市下辖的一个乡镇级行政单位。

## 行政区划
新垒头镇下辖以下地区：
新垒头村、封家庄村、西巴营村、东巴营村、马吕村、张庄村、王家庄村、东位伯村、马兰村、吴家庄村、北小陈村、东大陈村、西大陈村、袁庄村、史庄村、孤庄村、南大过村和北大过村。